# Rantau Selamat
Rantau Selamat is een bestuurslaag in het regentschap Nagan Raya van de provincie Atjeh, Indonesië. Rantau Selamat telt 995 inwoners (volkstelling 2010).